# Tuilerijska palača
Tuilerijska palača (francosko Palais des Tuileries, IPA: [palɛ de tɥilʁi]) je bila kraljeva in cesarska palača v Parizu, ki je stala na desnem bregu reke Sene. Bila je običajno pariško prebivališče večine francoskih kraljev, od Henrika IV. do Napoleona III., dokler ni bila zažgana v času Pariške komune leta 1871.
Zgrajena je bila leta 1564 in se je postopoma razširila, dokler ni zaprla zahodnega konca dvorišča Louvra in kazala svoje 266 metrov ogromno pročelje. Ker je po uničenju Tuilerijske palače louvrsko dvorišče ostalo odprto, je mesto današnje lokacije na vzhodnem koncu Tuilerij, oblikovanno kot dvignjena terasa med Place du Carrousel in vrtovi oziroma parkom.

## Zgodovina
Po nezgodni smrti Henrika II. leta 1559, je njegova vdova Katarina Medičejska (1519–1589) načrtovala novo palačo. Prodala je srednjeveški Hôtel des Tournelles, kjer je umrl njen mož in začela leta 1564 graditi Tuilerisjo palačo s pomočjo arhitekta Philiberta de l'Orma. Ime izvira iz imena za žarilno peč ali tuileries, ki je pred tem stala na tem mestu. Palača je bila sestavljena iz vrste dolgih, ozkih stavb. V času vladavine Henrika IV. (1589–1610) je bila stavba razširjena na jug in se pridružila dolgi rečni galeriji, Grande Galerie, ki je segala vse do starejše palače Louvre na vzhodu.

### Ludvik XIV.
V času vladavine Ludvika XIV. so bile v palači izvedene večje spremembe. Od 1659 do 1661 je bila razširjena na sever z dodatkom gledališča, Théâtre des Tuileries. Od 1664 do 1666 sta arhitekt Louis Le Vau in njegov pomočnik François d'Orbay dodala še druge pomembne spremembe. Preoblikovala sta fasado Philiberta de l'Orma in osrednji paviljon, ki ga nadomestila z velikim centralnim stopniščem s kolonadno vežo v pritličju in Salle des Cents Suisses (dvorana sto švicarskih gardistov) v zgornjem nadstropju ter dodala pravokotno kupolo. Novo veliko stopnišče je bilo nameščeno na vhodu v severnem krilu palače. Bogato okrašeni kraljevi apartmaji so bili zgrajeni v južnem krilu. Kraljeve sobe v pritličju so bile obrnjene proti Louvru, kraljičine na nadstropju nad njimi s pogledom na vrt. Ob istem času je Ludvikov vrtnar André Le Notre preoblikoval  Tuilerije (vrtove). Dvor se je preselil v Tuilerijsko palačo v novembru 1667, ostal do 1672 in kmalu zatem odšel v palačo v Versaillesu. Tuilerijska palača je bila skoraj opuščena in se je uporablja le kot gledališče, njeni vrtovi pa so postali modna središče Parižanov.

### Ludvik XV.
Mlad kralj Ludvik XV. se je preselil iz Versaillesa v Tuilerijsko palačo 1. januarja 1716, štiri mesece po vzponu na prestol. Nazaj v Versaillesu  se je preselil 15. junija 1722, tri mesece pred kronanjem. Obe poteze sta bili narejeni na ukaz regenta, vojvode d'Orléanskega. Kralj je prebival v Tuilerijski palači še krajše obdobje v 1740-ih.

### Ludvik XVI.
6. oktobra 1789, v času francoske revolucije, so bili Ludvik XVI. in njegova družina prisiljeni zapustiti Versailles in so prišli v palačo Tuilerije, kjer so jih imeli pod nadzorom. V naslednjih dveh letih je palača postala uradna rezidenca kralja.
9. novembra 1789 se je državna ustavodajna skupščina, nekdaj generalna skupščina (francosko Les États-Généraux de 1789), preselila iz teniškega igrišča v Versaillesu v Tuilerije, sledeč premiku dvora v Pariz. Tuilerijsko pokrit jahalni center, Salle du Manège (ki je stal na severnem koncu Tuilerij zahodno od palače), je bil sedež kraljeve konjeniške akademije, in je bil največji pokrit prostor v mestu.
Kraljeva družina je poskušala pobegniti v mraku 20. junija 1791, vendar je bila ujeta v Varennesu in pripeljana nazaj v Tuilerije. Naslednje leto, 10. avgusta 1792, je v palačo vdrla oboroženo ljudstvo, ki je zajelo in pobilo švicarsko gardo, kraljeva družina pa je pobegnila skozi vrtove in se zatekla v stavbo zakonodajne skupščine. Pariška nacionalna garda je branila kralja, toda hči kralja Ludvika XVI. je trdila, da so bili mnogi stražarji že na strani revolucionarjev.
V novembru 1792 se je v Tuilerijski palači zgodil incident Armoire de fer. To je bilo odkritje skrivališča v kraljevih apartmajih, ki naj bi vsebovalo tajno korespondenco Ludvika XVI. z različnimi političnimi osebnostmi. Incident je pomenil precejšen škandal, ki je služil diskreditaciji kralja.

### Francoska revolucija
V Tuilerijah je bila nastanjena ustavodajna skupščina, njena naslednica nacionalna konvencija, in leta 1795, Svet petstotih (Conseil des Cinq-Cents), direktorat, dokler se leta 1798 niso preselili v Burbonsko palačo. Leta 1799 je imel v Tuilerijah sedež Jacobin Club du Manège. Odbor za javno varnost se je sestal v Pavillon de Flore. Dvorjani poznejšega obdobja so lahko občudovali vizije nočne more palače v Salle de Spectacle ali gledališču, kjer so potekale številne seje Konvencije v času vladavine terorja.
Ponoči je ena svetilka razsvetljevala to ogromno zapuščeno dvorano, polno strašnih spominov. Tu bi pogosto razmišljal, ko sem se ustavil na mestu, kjer je nekdaj tal predsednikov stol, kjer je Boissy d'Anglas (1756–1828 - francoski pisatelj, odvetnik in politik v času revolucije in cesarstva) pozdravil Feraudovo krvavo glavo (Jean Bertrand Feraud, rojen 3. avgusta 1759 v Arreau in ubit 20. maja 1795 v Parizu na nacionalni konvenciji, je bil francoski politik in revolucionar), in kjer je Thuriot ravnodušno poslušal Robespierrov izbruh: "Predsednik morilcev, še enkrat prosim posluh! "V domišljiji sem videl "La Montagne" in "La Plaine" ali le "Marais" in gnečo tribunov; predstavljal sem si, da sem slišal vriskanje "tricoteuses" (bojevitih žensk) in bobne "oddelkov", ki so hiteli v napad ali v reševanje skupščine; in v misli sem si priklical to ali drugo dejanje te mogočne drame, katere prizorišče je bila ta zlovešča dvorana. — Augustin Filon, Recollections of the Empress Eugénie, 

### Napoleon
Ko je leta 1799 prišel na oblast Napoleon Bonaparte, je naredil Tuilerijsko palačo za uradno rezidenco prvega konzula in kasneje, cesarsko palačo. Leta 1808 je Napoleon začel gradnjo severne galerije, ki je bila prav tako povezana z Louvrom, in obdaja obsežen trg (place).
Kot Napoleonovo glavno prebivališča, je bila Tuilerijska palača preurejena v neoklasičističnem Empire slogu, delo Perciera in Fontaina in še nekaterih najbolj znanih arhitektov, oblikovalcev in izdelovalcev pohištva tistega časa. Leta 1809 je glavni dobavitelj pohištva Jacob-Desmalter, začel delati na omari za dragulje, namenjeno za cesarico Josephine in njeno veliko spalnico v Tuilerijah (in jo je kmalu uporabljala  Marie-Louise). Zasnoval jo je arhitekt Charles Percier. Ta impresiven kos pohištva je bil okrašen z več okraski iz pozlačenega brona: centralna plošča prikazuje Rojstvo kraljice Zemlje, ki ji kupidi in boginje pospešeno darujejo, ki jo je izdelal Pierre-Philippe Thomire po Chaudetovem reliefu. Jacob-Desmalter je dokončal "veliko omaro za nakit leta 1812, z dvema manjšima kosoma pohištva v istem slogu, vendar z uporabo lesa iz deževnih gozdov Kitajske.
Po Napoleonovi ločitvi je Pierre Paul Prud'hon dobil naročilo za oblikovanje stanovanja za njegovo novo ženo, Marie-Louise. Za poročne suite nove cesarice je zasnoval vse pohištvo in notranjo opremo v neogrškem slogu.

### Obnova
Tuilerijska palača je postala kraljeva rezidenca v času Burbonske rastavracije od leta 1814 do 1830. Med Julijsko revolucijo leta 1830, je palačo že tretjič napadla oborožena drhal in jo zasedla. Švicarska garda, nameščene v palači, ki se je zavedala kaj se je zgodilo leta 1792, je palačo zapustila. Kralj Ludvik Filip I. jo je vzel za stalno prebivališče do leta 1848, ko je bila 24. februarja spet napadena.
Po državnem udaru Louis-Napoléona Bonaparteja leta 1852 je Tuilerijska palača služila kot uradna rezidenca izvršilne veje oblasti in ko je predsednik Louis-Napoléon Bonaparte postal cesar Napoleon III., se je preselil iz Elizejske palače v Tuilerije.

### Drugo cesarstvo
V času drugega imperija je bila Tuileriska palača, po ropanju in škodi, ki je nastala v času revolucije leta 1848, temeljito obnovljena in preurejena. Nekaj veličastnih državniških sob je bilo oblikovano in bogato okrašeno in so služile kot središče pozornosti na slovesnostih in ceremonijah drugega cesarstva, kot je bil obisk kraljice Viktorije v Franciji leta 1855. Drugo cesarstvo je tudi zaključilo severno krilo Louvra ob rue de Rivoli, ki povezuje Tuilerijsko palačo s preostalim Louvrom in tako končno oblikovalo ogromen kompleks Louvre-Tuileries, katerega glavni načrt je bil predviden tri stoletja prej. Prej Place du Carrousel so očistili starih hiš, ki so posegale v kompleks.
Izrazite strešne linije palače in zlasti njene štirikotne centralne kupole so bile vpliven prototip drugega Empire sloga, sprejetega za palače in poslovne stavbe, kot tudi rezidence v Veliki Britaniji in Severni Ameriki.

## Notranjost
Zasebni apartmaji, ki jih je uporabljal Napoleon III. v pritličju južnega krila palače, so bili opremljeni z "razburljivimi pozlačenimi omarami v slogu prvega imperija", ki so se ohranile na »previsoki temperaturi« prostora. Cesarica Eugénie je imela svoje stanovanje zgoraj in je bilo povezano s cesarjevim z zavitim stopniščem, z mezaninom, ki ga je zasedal zakladnik, in ki je obsegal osem od enajstih sob na bel etage vrtne strani južnega krila. Tuilerijska palača je bila v tem drugačna od Versaillesa, kjer so bili kraljevi in kraljičini apartmaji v istem nadstropju in so bili kraljevi večji od obeh.
Državniške sobe - proti Carrouselu ali vzhodu, stran v južnem krilu so uporabljali različno, odvisno od pomembnosti. Če je šlo za neformalno večerjo, bi se gospodinjstvo zbralo v zasebni dnevni sobi ali Salon d'Apollon, ki je ločena od Salle de Maréchaux v osrednjem paviljonu, ki je bila soba prvega konzula ali Salon Blanc. Gost bi nadaljeval skozi prestolno sobo na večerjo v salon Ludvika XIV. Gala večerje pa so potekale v večjem Galerie de Diane, najjužnejšem izmed državniških apartmajev. Če je bil ples državniški, potem so osvežilne pijače stregli v Galerie in procesija cesarskih gostov bi od tam odšla do Salle de Maréchaux, ki je zasedala prostor dveh celih nadstropij osrednjega Pavillon de L'Horloge in je služila kot dvorana.
Malo uporabljano severno krilo palače, v katerem je bila kapela, Galerie de la Paix in Salle de Spectacle so uporabljali samo za predstave, kot je bila Auberjeva kantata uprizorjena zvečer v času civilne poroke Napoleonu in Eugenie, 29. julija 1853  ali za najpomembnejše dogodke, kot je bilo srečanje vladarjev, ki so se udeležili svetovne razstave 10. junija 1867. Salle de Spectacle je bila uporabljena tudi kot bolnišnica v času francosko-pruske vojne.
Najjužnejši paviljon je bil Pavillon de Flore in je služil kot zaodrje do palače, do njega je pripeljal servisni hodnik. Od tod se je prišlo v kleti osvetljene z nešteto plinskimi svetilkami, in do koder so pripeljali hrano iz kuhinje pod Rue de Rivoli.

## Uničenje Tuileries
Dokončanje dolgo načrtovanega Louvre-Tuilerijskega kompleksa se ni zgodilo. 23. maja 1871 on 7. uri zvečer, v času zatiranja Pariške komune, je 12 mož po naročilu Julesa Bergereta, nekdanjega glavnega vojaškega poveljnika komune, zažgala Tuilerije, z uporabo nafte, tekočega katrana in terpentina. Požar je trajal 48 ur in temeljito uničil palačo, razen južnega dela Pavillon de Flore (ostala so tudi vrata časti, Arc de Triomphe du Carrousel, kot tudi temelji). Kupolo so razstrelili z eksplozivom, podstavljenim v osrednjem paviljonu, ki je eksplodiral zaradi požara. Med opazovanje tega je Bergeret poslal sporočilo Odboru za javno varnost: »Zadnji sledovi kraljevine so izginili. Želim si, da to isto doleti vse javne stavbe v Parizu«. Šele 25. maja so pariški gasilci in 26. bataljon Chasseurs d'Afrique uspeli pogasiti ogenj. Knjižnico in druge dele Louvra so zažgali Communardi in jih popolnoma uničili. Muzej sam je bil čudežno rešen.
Ruševine Tuilerijske palače so stala na mestu 11 let. Čeprav je strehe in notranjost palače popolnoma uničil požar, je kamnita lupina palače ostala nedotaknjena in obnova je bila možna. Druge spomenike v Parizu, ki so ji zažgali Communardi, kot so mestne hiše, so obnovili leta 1870. S precej obotavljanja se je tretja republika na koncu odločila, da ne bo obnovila ruševin Tuilerijske palače, ki je postala simbol nekdanjih kraljevih in cesarskih režimov. Dele Louvra, ki so bil prav tako uničeni v požaru so obnovili v prvotnem slogu.

### Rušenje
Leta 1882 je francoska narodna skupščina glasovala za rušenje ruševin, ki so bile prodane  samostojnemu podjetniku za vsoto 33.300 zlatih frankov (približno US $130.000 v letu 2005), kljub protestom barona Haussmanna in drugih članov francoskih umetniških in arhitekturnih krogov, ki so rušenju nasprotovali, češ da je to zločin proti francoski umetnosti in zgodovini. Rušenje se je začelo februarja 1883 in zaključilo 30. septembra 1883. Kosi kamna in marmorja iz palače so bili prodani zasebnemu podjetniku Achillu Picartu kot spominki in celo za gradnjo gradu na Korziki, v bližini Ajaccia (Chateau de la Punta), ki je v bistvu rekonstrukcija Pavillon de Bullant. Pediment z dvorišča osrednjega paviljona je mogoče videti na pariškem trgu Georges Cain, nekaj z dvorišča je v vrtu Trocadero. Drugi deli so v Louvru, muzeju dekorativnih umetnosti in v šolah za arhitekturo, likovno umetnost in mostovih in cestah.

## Tuilerije in ’’Axe historique’’
Ko se je leta 1883 pokazal velik prazen prostor med severnim in južnim krilom Louvra, danes poznanim sodobnim obiskovalcem, se je prvič odprlo Louvrovo dvorišče v neprekinjeno Axe historique. Vrtovi Tuilerije (francosko: Jardin des Tuileries) so obdani z Louvrom na vzhodu, s Seno na jugu, trgom Concorde (Place de la Concorde) na zahodu in Rue de Rivoli na severu.
Premica, ki poteka skozi trg Concorde in Slavolok zmage do La Défense je bila prvotno usmerjena na fasadi Tuilerijske palače, podobna linija poteka čez vhod dvorišča Louvre. Ker sta bili fasadi postavljeni pod nekoliko različnimi koti, je to povzročilo rahel "pregib" na mestu palače, funkcijo navsezadnje narekuje ukrivljenost toka reke Sene. Tuilerije obsegajo približno 25 ha in še vedno skrbno odražajo obliko, ki jo je določil kraljevi krajinski arhitekt André Le Notre leta 1664. Njegov prostoren načrt formalnega vrta s perspektivo ki se odraža od enega bazena do drugega v nepretrgan razgled vzdolž osrednje osi iz zahodne fasade, ki je podaljšana Axe Historique.
Galerie nationale du Jeu de Paume je muzej sodobne umetnosti, ki se nahaja v severozahodnem delu vrtov.

## Obnova palače Tuileries
Od leta 2003 je Comité national pour la reconstruction des Tuileries predlagal obnovo Tuilerijske palače. Ta prizadevanja so bila podobna predlogu rekonstrukcije Berlinskega mestnega gradu (Berliner Stadtschloss). Obstaja več razlogov za obnovo Tuilerijske palače. Odkar je bila leta 1883 uničena, se znana perspektiva Elizejskih poljan, ki se je končala na veličastno fasado Tuilerijske palače, sedaj  konča na Arc de Triomphe du Carrousel, prej osredotočena na Tuilerije, zdaj zaseda velik prazen prostor. Louvre, s svojo piramido na eni strani in Axe historique na trgu Concorde–Elizejske poljane–Slavolok zmage na drugi strani, niso poravnani na isti osi. Arc de Triomphe du Carrousel naključno stoji v bližini križišča dveh osi. Tuilerijska palača, ki je bila nameščena na stičišču teh dveh divergentnih osi je pomagala prikriti to krivljenje osi. Arhitekti trdijo, da bi obnova Tuilerijske palače omogočila ponovno vzpostavitev harmonije teh dveh osi. Tudi Tuilerije bi obnovili v prvoten namen, ki je bil palačni vrt.
Prav tako je treba poudariti, da muzej Louvre (Musée du Louvre) potrebuje razširitev svojega tlorisa, da bi lahko prikazal vse svoje zbirke in če bi bila Tuilerijska palača obnovljena bi se Louvre razširil v obnovljeno palačo. Predlagajo tudi obnovo državniških apartmajev iz drugega cesarstva, kakršna so bila leta 1871. Vsi načrti palače in številne fotografije so shranjene v Narodnem arhivu (Arhivu nationales). Poleg tega je vse pohištvo in slike iz palače preživelo požar leta 1871, ker so jih leta 1870, na začetku francosko-pruske vojne odstranili in shranili na varnih lokacijah.
Danes je pohištvo in slike še vedno v skladiščih in niso na ogled javnosti zaradi pomanjkanja prostora v Louvru.

### Stroški
V letu 2006 je bila obnova palače ocenjena na 300 milijonov evrov. Načrt je bil, da se financiranje projekta izvede iz javnim razpisom, zasebnim kapitalom in denarjem francoske vlade. Francoski predsednik v tistem času, Jacques Chirac, je pozval k razpravi o tej temi. Nekdanji predsednik Charles de Gaulle je tudi podprl obnovo, rekoč, da bi bil »to biser v središču Pariza.«

## Galerija
- Velik kompleks Tuilerijske palače in Louvra.
- Državniške sobe v Tuilerijski palači pred 1871 – Salon Ludvika XIV.
- Veliko stopnišče
- Tuilerijska palača pred 1871 – pogled na vrtove
- Stol iz bivše Tuileriske palače , François-Honoré-Georges Jacob-Desmalter, Pariz okoli 1810